# Delia expansa
Delia expansa este o specie de muște din genul Delia, familia Anthomyiidae, descrisă de Suh și Kae Kyoung Kwon în anul 1985.
Este endemică în South Korea. Conform Catalogue of Life specia Delia expansa nu are subspecii cunoscute.